# Кімура Анрі
Кімура Анрі (яп. 木村安里; нар. 17 серпня 1994, префектура Ґумма) — японська борчиня вільного стилю, чемпіонка Азії.

## Життєпис
У 2013 році стала бронзовою призеркою чемпіонату Азії серед юніорів.
Навчається в Ґуммівському університеті.

## Спортивні результати на міжнародних змаганнях

### Виступи на Чемпіонатах світу
| Змагання                        | Збірна | Вагова категорія          | Місце |
| ------------------------------- | ------ | ------------------------- | ----- |
| Чемпіонат світу з боротьби 2015 | Японія | жіноча боротьба, до 55 кг | 7     |

### Виступи на Чемпіонатах Азії
| Змагання                       | Збірна | Вагова категорія          | Місце  |
| ------------------------------ | ------ | ------------------------- | ------ |
| Чемпіонат Азії з боротьби 2015 | Японія | жіноча боротьба, до 55 кг | Золото |

### Виступи на інших змаганнях
| Змагання                                    | Збірна | Вагова категорія          | Місце  |
| ------------------------------------------- | ------ | ------------------------- | ------ |
| Золотий Гран-прі з боротьби 2012 (Кліппан ) | Японія | жіноча боротьба, до 51 кг | Бронза |
| Кубок Бразилії з боротьби 2014              | Японія | жіноча боротьба, до 55 кг | Золото |
| Гран-прі «Іван Яригін» 2015                 | Японія | жіноча боротьба, до 55 кг | 5      |
| Гран-прі «Іван Яригін» 2016                 | Японія | жіноча боротьба, до 55 кг | Срібло |

### Виступи на змаганнях молодших вікових груп
| Змагання                                     | Збірна | Вагова категорія          | Місце  |
| -------------------------------------------- | ------ | ------------------------- | ------ |
| Чемпіонат Азії з боротьби серед юніорів 2013 | Японія | жіноча боротьба, до 51 кг | Срібло |